# 1405 Sibelius
1405 Sibelius eller 1936 RE är en asteroid upptäckt 12 september 1936 av den finske astronomen Yrjö Väisälä vid Storheikkilä observatorium. Asteroiden har fått sitt namn efter tonsättaren Jean Sibelius.
Den tillhör asteroidgruppen Flora.
En ockultation av en stjärna har observerats.